# باشگاه فوتبال بارسلونا در فصل ۱۹–۲۰۱۸
در فصل ۱۹–۲۰۱۸، باشگاه بارسلونا صد‌و‌نوزدهمین فصل خود را سپری می‌کند و هشتاد‌و‌هشتمین حضور متوالی این تیم در لالیگا است. تیم بارسلونا در این فصل در لالیگا، کوپا‌دل‌ری، سوپرکاپ و لیگ قهرمانان اروپا شرکت می‌کند.
در فصل جاری، آندرس اینیستا به ویسل کوپه پیوست و برای اولین بار از فصل ۰۲–۲۰۰۱ در بارسلونا حضور نداشت.

## خلاصه

#### پیش فصل
در ۳ ژوئن، سران بارسلونا و ساموئل اومتیتی مدافع این تیم برای تمدید قرارداد این بازیکن برای پنج فصل دیگر تا فصل ۲۳–۲۰۲۲ با بند آزادسازی ۵۰۰ میلیون یورو به توافق رسیدند. 
در ۱۱ ژوئن، بارسلونا با واتفورد برای انتقال جرارد دلوفئو به مبلغ ۱۳ میلیون یورو به اضافه ۴ میلیون یورو به صورت متغیر به توافق رسید. بارسلونا همچنین درصدی از هر انتقال آینده را دریافت خواهد کرد. 
در ۸ ژوئیه، پائولینیو هافبک برزیلی آبی اناری ها به مدت یک فصل به صورت قرضی به تیم چینی گوانگ ژو پیوست. یک روز بعد مدیران باشگاه با هزینه ۴۰ میلیون یورو، آرتور را به خدمت گرفتند. سه روز بعد بارسلونا با کلمنت لنگله مدافع فرانسوی قرارداد بست. 
در ۲۳ ژوئیه داگلاس و آدرین اورتولا هر دو به مدت یک فصل و به صورت قرضی از تیم جدا شدند. سپس بارسلونا با باشگاه بوردو بر سر انتقال مالکوم با مبلغ ۴۱ میلیون یورو به اضافه یک میلیون دیگر به توافق رسیدند. 
در ۱ اوت لوکاس دینیه توسط اورتون به خدمت گرفته شد و با پرداخت ۲۱،۷ میلیون یورو به باشگاه انگلیسی پیوست. دو روز بعد آرتورو ویدال هافبک اهل شیلی با بارسلونا امضا کرد و به تیم اضافه شد. 
در ۹ اوت، بارسلونا و اورتون برای انتقال یری مینا با مبلغ ۳۰،۲۵ میلیون یورو همراه با یک و نیم میلیون یورو به توافق رسیدند. بارسلونا همچنین در مورد بند بازخرید در این انتقال مذاکره کرد. علاوه بر این، آندره گومز برای فصل آتی به اورتون قرض داده شد. باشگاه انگلیسی با پرداخت مبلغ ۲،۲۵ میلیون یورو این بازیکن را به خدمت گرفت. 

## لیست تیم
| شماره پیراهن | پست   | کشور     | بازیکن            | نام بازیکن به لاتین  | سن | سال ورود به تیم | پایان قرارداد | هزینه انتقال به تیم (میلیون یورو) |
| ------------ | ----- | -------- | ----------------- | -------------------- | -- | --------------- | ------------- | --------------------------------- |
| ۱            | گلر   | آلمان    | مارک آندره ترشتگن | Marc Andre terStegen | ۲۷ | ۲۰۱۴            | ۲۰۲۲          | ۱۲                                |
| ۲            | مدافع | پرتغال   | نلسون سمدو        | Nélson Semedo        | ۲۵ | ۲۰۱۷            | ۲۰۲۱          |                                   |
| ۳            | مدافع | اسپانیا  | جرارد پیکه        | Gerard Piqué         | ۳۰ | ۲۰۰۸            | ۲۰۲۳          |                                   |
| ۴            | هافبک | کرواسی   | ایوان راکیتیچ     | Ivan Rakitić         | ۳۱ | ۲۰۱۴            | ۲۰۲۱          | ۱۸                                |
| ۵            | هافبک | اسپانیا  | سرخیو بوسکتس      | Sergio Busquets      | ۳۰ | ۲۰۰۸            | ۲۰۲۳          |                                   |
| ۶            | مدافع | فرانسه   | ژان-کلر تودیبو    | Jean-Clair Todibo    | ۱۹ | ۲۰۱۹            | ۲۰۲۳          |                                   |
| ۷            | هافبک | برزیل    | فیلیپه کوتینیو    | Philippe Coutinho    | ۲۶ | ۲۰۱۸            | ۲۰۲۳          | ۱۲۰                               |
| ۸            | هافبک | برزیل    | آرتور             | Arthur               | ۲۲ | ۲۰۱۸            | ۲۰۲۴          |                                   |
| ۹            | مهاجم | اروگوئه  | لوییس سوارز       | Luis Suárez          | ۳۱ | ۲۰۱۴            | ۲۰۲۱          | ۸۱                                |
| ۱۰           | مهاجم | آرژانتین | لیونل مسی         | Lionel Messi         | ۳۰ | ۲۰۰۴            | ۲۰۲۴          |                                   |
| ۱۱           | هافبک | فرانسه   | عثمان دمبله       | Ousmane Dembélé      | ۲۲ | ۲۰۱۷            | ۲۰۲۱          |                                   |
| ۱۲           | هافبک | برزیل    | رافینیا           | Rafinha              | ۲۶ | ۲۰۱۱            | ۲۰۲۰          |                                   |
| ۱۳           | گلر   | هلند     | یاسپر سیلسن       | Jasper Cillessen     | ۳۰ | ۲۰۱۶            | ۲۰۲۱          |                                   |
| ۱۴           | مهاجم | برزیل    | مالکوم            | Malcom               | ۲۲ | ۲۰۱۸            | ۲۰۲۳          | ۴۱                                |
| ۱۵           | مدافع | فرانسه   | کلمون لنگله       | Clément Lenglet      | ۲۴ | ۲۰۱۸            | ۲۰۲۳          |                                   |
| ۱۷           | مدافع | کلمبیا   | جیسون موریو       | Jeison Murillo       | ۲۶ | ۲۰۱۹            | ۲۰۱۹          |                                   |
| ۱۸           | مدافع | اسپانیا  | ژوردی آلبا        | Jordi Alba           | ۳۰ | ۲۰۱۲            | ۲۰۲۴          |                                   |
| ۱۹           | مدافع | غنا      | کوین پرینس بواتنگ | Kevin Prince Boateng | ۳۲ | ۲۰۱۹            | ۲۰۱۹          | ۱ (قرضی)                          |
| ۲۰           | مدافع | اسپانیا  | سرجی روبرتو       | Sergi Roberto        | ۲۷ | ۲۰۱۰            | ۲۰۲۲          |                                   |
| ۲۱           | مهاجم | اسپانیا  | کارلس آلنیا       | Carles Aleñá         | ۲۱ | ۲۰۱۶            | ۲۰۲۲          |                                   |
| ۲۲           | هافبک | شیلی     | آرتورو ویدال      | Arturo Vidal         | ۳۲ | ۲۰۱۸            | ۲۰۲۰          |                                   |
| ۲۳           | مدافع | فرانسه   | ساموئل اومتیتی    | Samuel Umtiti        | ۲۵ | ۲۰۱۶            | ۲۰۲۳          | ۲۵                                |
| ۲۴           | مدافع | بلژیک    | توماس فرمایلن     | Thomas Vermaelen     | ۳۳ | ۲۰۱۴            | ۲۰۱۵          |                                   |

آخرین بروزسانی : ۴ مارس ۲۰۱۹
منبع : FCBarcelona.com

#### از تیم جوانان
لیست بازیکنان تیم جوانان بارسلونا که در تیم بزرگسالان مورد استفاده قرار گرفتند. 
| شماره |         | پست       | بازیکن        |
| ----- | ------- | --------- | ------------- |
| ۲۷    | اسپانیا | مدافع     | خوان میراندا  |
| ۲۸    | اسپانیا | هافبک     | ریکی پویگ     |
| ۲۹    | اسپانیا | مهاجم     | ابل رویز      |
| ۳۰    | اسپانیا | دروازه‌بان | ایناکی پینا   |
| ۳۱    | اسپانیا | دروازه‌بان | یوکین ازکیتا  |
| ۳۲    | اسپانیا | هافبک     | مونچو رودریگز |
| ۳۳    | اسپانیا | مدافع     | خورخه کوئنکا  |

| شماره |         | پست   | بازیکن         |
| ----- | ------- | ----- | -------------- |
| ۳۴    | اسپانیا | هافبک | الکس کولادو    |
| ۳۵    | اسپانیا | هافبک | اوریول بوسکتس  |
| ۳۶    | اسپانیا | مدافع | چومی           |
| ۳۷    | اسپانیا | مدافع | اسکار مینگوئزا |
| ۳۸    | اسپانیا | مدافع | گیلم جیمی      |
| ۴۰    | سنگال   | مدافع | موسی واگوئه    |
| ۴۳    | اسپانیا | مهاجم | کارلس پرز      |

## نقل و انتقالات و قرض ها

#### لیست ورودی ها
| تاریخ انتقال   | پست | شماره | بازیکن         | تیم قبلی   | هزینه انتقال     | منبع             |
| -------------- | --- | ----- | -------------- | ---------- | ---------------- | ---------------- |
| ۹ ژوئیه ۲۰۱۸   | MF  | ۸     | آرتور          | گرمیو      | ۳۱ میلیون یورو   | [ ۱ ]            |
| ۱۲ ژوئیه ۲۰۱۸  | DF  | ۱۵    | کلمون لنگله    | سویا       | ۳۵،۹ میلیون یورو | [ ۲ ]            |
| ۲۴ ژوئیه ۲۰۱۸  | FW  | ۱۴    | مالکوم         | بوردو      | ۴۱ میلیون یورو   | [ ۳ ]            |
| ۳ اوت ۲۰۱۸     | MF  | ۲۲    | آرتورو ویدال   | بایرن‌مونیخ | رایگان           | [ ۴ ]            |
| ۳۱ ژانویه ۲۰۱۹ | DF  | ۶     | ژان-کلر تودیبو | تولوز      | ۱ میلیون یورو    | [ ۵ ]            |
| کل             | کل  | کل    | کل             | کل         | ۱۰۸,۹۰۰,۰۰۰ یورو | ۱۰۸,۹۰۰,۰۰۰ یورو |

#### لیست خروجی ها
| تاریخ خروج     | پست | شماره | بازیکن        | باشگاه مقصد      | هزینه انتقال      | منبع          |
| -------------- | --- | ----- | ------------- | ---------------- | ----------------- | ------------- |
| ۱ ژوئیه ۲۰۱۸   | MF  | ۸     | آندرس اینیستا | ویسل کوبه        | رایگان            | [ ۶ ]         |
| ۱ ژوئیه ۲۰۱۸   | FW  | -     | جرارد دلوفئو  | واتفورد          | ۱۳ میلیون یورو    | [ ۷ ] [ ۸ ]   |
| ۱ اوت ۲۰۱۸     | DF  | ۱۹    | لوکا دینیه    | اورتون           | ۲۰،۲ میلیون یورو  | [ ۹ ]         |
| ۴ اوت ۲۰۱۸     | DF  | ۲۲    | الیکس ویدال   | سویا             | ۸،۵ میلیون یورو   | [ ۱۰ ] [ ۱۱ ] |
| ۹ اوت ۲۰۱۸     | DF  | ۲۴    | یری مینا      | اورتون           | ۳۰،۲۵ میلیون یورو | [ ۱۲ ] [ ۱۳ ] |
| ۱۶ اوت ۲۰۱۸    | DF  | -     | مارلون        | ساسولو           | ۶ میلیون یورو     | [ ۱۴ ] [ ۱۵ ] |
| ۱۱ ژانویه ۲۰۱۸ | FW  | ۲۳    | منیر          | سویا             | ۱ میلیون یورو     | [ ۱۶ ] [ ۱۷ ] |
| ۱۵ ژانویه ۲۰۱۹ | MF  | ۱۵    | پائولینیو     | گوانگژو اورگراند | رایگان            | [ ۱۸ ] [ ۱۹ ] |
| ۱ فوریه ۲۰۱۹   | FW  | ۱۷    | پاکو الکاسر   | بروسیا دورتموند  | ۲۳ میلیون یورو    | [ ۲۰ ] [ ۲۱ ] |
| ۴ مارس ۲۰۱۹    | MF  | ۱۶    | سرجی سمپر     | ویسل کوبه        | رایگان            | [ ۲۲ ]        |
| کل             | کل  | کل    | کل            | کل               | ۱۰۲,۰۰۰,۰۰۰       | ۱۰۲,۰۰۰,۰۰۰   |

#### انتقال های قرضی
| تاریخ قرض      | پایان قرض | پست | شماره | بازیکن            | قرض گرفته شده از | هزینه انتقال قرضی | منبع   |
| -------------- | --------- | --- | ----- | ----------------- | ---------------- | ----------------- | ------ |
| ۲۰ دسامبر ۲۰۱۸ | پایان فصل | DF  | ۱۷    | جیسون موریو       | والنسیا          | ۲ میلیون یورو     | [ ۲۳ ] |
| ۲۱ ژانویه ۲۰۱۹ | پایان فصل | FW  | ۱۹    | کوین پرینس بواتنگ | ساسولو           | ۱ میلیون یورو     | [ ۲۴ ] |

#### انتقال قرضی به تیم های دیگر
| Start date     | پایان انتقال قرضی | پست | شماره | بازیکن        | قرض به تیم        | هزینه انتقال قرضی        | منبع          |
| -------------- | ----------------- | --- | ----- | ------------- | ----------------- | ------------------------ | ------------- |
| ۱۵ ژوئیه ۲۰۱۸  | پایان فصل         | MF  | ۱۵    | پائولینیو     | گوانگژو اورگراند  | &10000000000000000000000 | [ ۲۵ ]        |
| ۲۳ ژوئیه ۲۰۱۸  | پایان فصل         | DF  | -     | داگلاس        | سیوا اسپور        | &10000000000000000000000 | [ ۲۶ ]        |
| ۲۴ ژوئیه ۲۰۱۸  | پایان فصل         | GK  | -     | آدرین اورتولا | دپورتیوو لاکرونیا | &10000000000000000000000 | [ ۲۷ ]        |
| ۹ اوت ۲۰۱۸     | پایان فصل         | MF  | ۲۱    | آندره گومز    | اورتون            | ۲،۲۵ میلیون یورو         | [ ۲۸ ] [ ۲۹ ] |
| ۲۸ اوت ۲۰۱۸    | پایان فصل         | FW  | ۱۷    | پاکو الکاسر   | بروسیا دورتموند   | ۲ میلیون یورو            | [ ۳۰ ]        |
| ۳۱ ژانویه ۲۰۱۹ | پایان فصل         | MF  | ۶     | دنیس سوارز    | ارسنال            |                          | [ ۳۱ ]        |

#### خلاصه نقل و انتقالات
| هزینه خرید     | 25,700,000 یورو   |
| هزینه فروش     | 20,050,000 یورو   |
| درآمد حاصل شده | حدود ۵،۶۵۰ میلیون |

## پیش فصل و بازی های دوستانه
برد       تساوی       باخت

#### جام بین المللی قهرمانان
تیم بارسلونا پیش فصل خود را با شرکت در مسابقات جام بین المللی قهرمانان ۲۰۱۸ آغاز کرد. در این رقابت ها، بارسلونا در ابتدا به مصاف تاتنهام هاتسپور رفت، سپس با تیم آ اس روم دیدار کرد و در آخرین بازی در برابر میلان صف آرایی کرد.
| ۲۸ ژوئیه ۲۰۱۸ ICC                        | Barcelona              | 2–2 (5–3 پنالتی)                            | Tottenham Hotspur               | Pasadena, United States                                                |
| 20:00 PDT                                | Munir ۱۵' · Arthur ۲۹' | گزارش                                       | Son Heung-min ۷۳' · Nkoudou ۷۵' | ورزشگاه: Rose Bowl تماشاگران: 66,805 داور: Kevin Stott (United States) |
|                                          | ضربات پنالتی           |                                             |                                 |                                                                        |
| Palencia · Ruiz · Monchu · Puig · Malcom |                        | Son Heung-min · Davies · Georgiou · Sánchez |                                 |                                                                        |

| ۳۱ ژوئیه ۲۰۱۸ ICC | Barcelona               | 2–4   | Roma                                                                  | Arlington, United States                                                         |
| 21:00 CDT         | Rafinha ۶' · Malcom ۴۹' | گزارش | El Shaarawy ۳۵' · Florenzi ۷۸' · Cristante ۸۳' · Perotti ۸۶' (پنالتی) | ورزشگاه: AT&T Stadium تماشاگران: 54,726 داور: José Carlos Rivero (United States) |

| ۴ اوت ۲۰۱۸ ICC | Milan       | 1–0   | Barcelona | Santa Clara, United States                                                       |
| 17:00 PDT      | Silva ۹۰+۳' | گزارش |           | ورزشگاه: Levi's Stadium تماشاگران: 51,391 داور: Baldomero Toledo (United States) |

#### جام خوان گمپر
| ۱۵ اوت ۲۰۱۸ Joan Gamper Trophy | Barcelona                                                       | 3–0   | Boca Juniors | Barcelona, Spain                                                     |
| 18:15                          | Malcom ۱۸' · Vidal '33 · Messi ۳۹' · Rafinha ۶۷' · Busquets '80 | گزارش |              | ورزشگاه: Camp Nou تماشاگران: 70,089 داور: Undiano Mallenco (Navarre) |

#### سوپر جام کاتالونیا
| 6 March 2019 Final | Barcelona | 0–1   | Girona                                | Sabadell                                                                  |
| 18:45 CET          |           | گزارش | Stuani ۶۹' (پنالتی), '86 · Montes '85 | ورزشگاه: Nova Creu Alta تماشاگران: 10,722 داور: Medié Jiménez (Catalonia) |

## رقابت ها

### بررسی اجمالی
| رقابت              | اولین بازی      | آخرین بازی  | شروع دور       | جایگاه نهایی | آمار | آمار | آمار | آمار | آمار | آمار | آمار | آمار  |
| رقابت              | اولین بازی      | آخرین بازی  | شروع دور       | جایگاه نهایی | بازی | ب    | ت    | ش    | گ‌ز   | گ‌خ   | ت‌گ   | % برد |
| ------------------ | --------------- | ----------- | -------------- | ------------ | ---- | ---- | ---- | ---- | ---- | ---- | ---- | ----- |
| لالیگا             | ۱۸ اوت ۲۰۱۸     | ۱۹ مه ۲۰۱۹  | هفته اول       | قهرمان       | ۳۸   | ۲۶   | ۹    | ۳    | ۹۰   | ۳۶   | ۵۴+  | ۰۶۸   |
| کوپا دل ری         | ۳۱ اکتبر ۲۰۱۸   | ۲۵ مه ۲۰۱۹  | دور یک شانزدهم | نایب قهرمان  | ۹    | ۵    | ۱    | ۳    | ۲۰   | ۹    | ۱۱+  | ۰۵۶   |
| سوپر جام اسپانیا   | ۱۲ اوت ۲۰۱۸     | ۱۲ اوت ۲۰۱۸ | فینال          | قهرمان       | ۱    | ۱    | ۰    | ۰    | ۲    | ۱    | ۱+   | ۱۰۰   |
| لیگ قهرمانان اروپا | ۱۸ سپتامبر ۲۰۱۸ | ۷ مه ۲۰۱۹   | مرحله گروهی    | نیمه نهایی   | ۱۲   | ۸    | ۳    | ۱    | ۲۶   | ۱۰   | ۱۶+  | ۰۶۷   |
| مجموع              | مجموع           | مجموع       | مجموع          | مجموع        | ۶۰   | ۴۰   | ۱۳   | ۷    | ۱۳۸  | ۵۶   | ۸۲+  | ۰۶۷   |

منبع: Soccerway

### لالیگا

#### جدول رده بندی
| رتبه | تیم            | بازی | برد | مساوی | باخت | گل زده | گل خورده | گل تفاضل | امتیاز | صعود یا سقوط                                   |
| ---- | -------------- | ---- | --- | ----- | ---- | ------ | -------- | -------- | ------ | ---------------------------------------------- |
| ۱    | بارسلونا       | ۳۸   | ۲۶  | ۹     | ۳    | ۹۰     | ۳۶       | ۵۴+      | ۸۷     | واجد شرایط برای مرحله گروهی لیگ قهرمانان اروپا |
| ۲    | اتلتیکو مادرید | ۳۸   | ۲۲  | ۱۰    | ۶    | ۵۵     | ۲۹       | ۲۶+      | ۷۶     | واجد شرایط برای مرحله گروهی لیگ قهرمانان اروپا |
| ۳    | رئال مادرید    | ۳۸   | ۲۱  | ۵     | ۱۲   | ۶۳     | ۴۶       | ۱۷+      | ۶۸     | واجد شرایط برای مرحله گروهی لیگ قهرمانان اروپا |
| ۴    | والنسیا        | ۳۸   | ۱۵  | ۱۶    | ۷    | ۵۱     | ۳۵       | ۱۶+      | ۶۱     | واجد شرایط برای مرحله گروهی لیگ قهرمانان اروپا |
| ۵    | ختافه          | ۳۸   | ۱۵  | ۱۴    | ۹    | ۴۸     | ۳۵       | ۱۳+      | ۵۹     | واجد شرایط برای مرحله گروهی لیگ اروپا          |

#### نتایج کلی
| مجموع | مجموع  | مجموع | مجموع | مجموع | مجموع | مجموع | مجموع | خانه | خانه | خانه | خانه | خانه | خانه | مهمان | مهمان | مهمان | مهمان | مهمان | مهمان |
| بازی  | امتیاز | پ     | ت     | ش     | گ‌ز    | گ‌خ    | ت‌گ    | پ    | ت    | ش    | گ‌ز   | گ‌خ   | ت‌گ   | پ     | ت     | ش     | گ‌ز    | گ‌خ    | ت‌گ    |
| ----- | ------ | ----- | ----- | ----- | ----- | ----- | ----- | ---- | ---- | ---- | ---- | ---- | ---- | ----- | ----- | ----- | ----- | ----- | ----- |
| ۳۸    | ۸۷     | ۲۶    | ۹     | ۳     | ۹۰    | ۳۶    | ۵۴+   | ۱۵   | ۳    | ۱    | ۵۱   | ۱۷   | ۳۴+  | ۱۱    | ۶     | ۲     | ۳۹    | ۱۹    | ۲۰+   |

آخرین بروزرسانی: ۱۹ مه ۲۰۱۹

منبع: La Liga

پ = پیروزی؛ ت = تساوی؛ ش = شکست؛ گ‌ز = گل زده؛ گ‌خ = گل خورده؛ ت‌گ = تفاضل گل

#### روند هفتگی
| هفته     | 1 | 2 | 3 | 4 | 5 | 6 | 7 | 8 | 9 | 10 | 11 | 12 | 13 | 14 | 15 | 16 | 17 | 18 | 19 | 20 | 21 | 22 | 23 | 24 | 25 | 26 | 27 | 28 | 29 | 30 | 31 | 32 | 33 | 34 | 35 | 36 | 37 | 38 |
| -------- | - | - | - | - | - | - | - | - | - | -- | -- | -- | -- | -- | -- | -- | -- | -- | -- | -- | -- | -- | -- | -- | -- | -- | -- | -- | -- | -- | -- | -- | -- | -- | -- | -- | -- | -- |
| زمین     | H | A | H | A | H | A | H | A | H | H  | A  | H  | A  | H  | A  | A  | H  | A  | H  | H  | A  | H  | A  | H  | A  | A  | H  | A  | H  | A  | H  | A  | H  | A  | H  | A  | H  | A  |
| نتیجه    | W | W | W | W | D | L | D | D | W | W  | W  | L  | D  | W  | W  | W  | W  | W  | W  | W  | W  | D  | D  | W  | W  | W  | W  | W  | W  | D  | W  | D  | W  | W  | W  | L  | W  | D  |
| Position | 2 | 2 | 1 | 1 | 1 | 1 | 1 | 2 | 1 | 1  | 1  | 1  | 2  | 1  | 1  | 1  | 1  | 1  | 1  | 1  | 1  | 1  | 1  | 1  | 1  | 1  | 1  | 1  | 1  | 1  | 1  | 1  | 1  | 1  | 1  | 1  | 1  | 1  |

#### مسابقات
| ۱۸ اوت ۲۰۱۸ ۱                    | بارسلونا                                    | ۳–۰   | دپورتیوو آلاوز                             | بارسلون                                                                  |
| ۲۲:۱۵ ساعت تابستانی اروپای مرکزی | لیونل مسی ۶۴'، ۲+۹۰' · فیلیپه کوتینیو ۸۳' · | گزارش | دانیل الخاندرو تورس '۱۰ گیشرمو ماریپان '۴۱ | ورزشگاه: ورزشگاه نیوکمپ تماشاگران: ۵۲،۳۵۶ داور: خوزه ماریا سانچز مارتینز |

| ۲۵ اوت ۲۰۱۸ ۲                    | وایادولید     | ۰–۱   | بارسلونا                           | وایادولید                                                                        |
| ۲۲:۱۵ ساعت تابستانی اروپای مرکزی | انس اونال '۴۹ | گزارش | عثمان دمبله ۵۷' · جرارد پیکه '۶۰ · | ورزشگاه: ورزشگاه خوزه زوریلا تماشاگران: ۲۲،۶۵۱ داور: ریکاردو دی بورگوس بنگوئتشیا |

| ۲ سپتامبر ۲۰۱۸ ۳                 | بارسلونا | ۸–۲   | هوئسکا                                                                            | بارسلون                                                         |
| ۱۸:۳۰ ساعت تابستانی اروپای مرکزی | لیونل مسی ۱۶'، ۶۱' · خورخه پولیدو ۲۴' (گل‌به‌خودی) · لوییس سوارز ۳۹'، ۳+۹۰' (پنالتی) · عثمان دمبله ۴۸' · ایوان راکیتیچ ۵۲' · ژوردی آلبا ۸۱' · آرتورو ویدال '۸۸ · | گزارش | کوچو هرناندز ۳' · Luisinho '۲۶ · آلخاندرو گالار فالگوئرا ۴۲' · دامیان موستو '۸۷ · | ورزشگاه: ورزشگاه نیوکمپ تماشاگران: ۷۲،۸۹۲ داور: ماریو ملرو لوپز |

| ۱۵ سپتامبر ۲۰۱۸ ۴                | رئال سوسیداد                               | ۱–۲   | بارسلونا                                                 | سن سباستین                                                    |
| ۱۶:۱۵ ساعت تابستانی اروپای مرکزی | Aritz Elustondo ۱۲' · آسیر ایارامندی '۴۳ · | گزارش | لوییس سوارز ۶۳' · عثمان دمبله ۶۶' · ساموئل اومتیتی '۸۷ · | ورزشگاه: ورزشگاه آنوئتا تماشاگران: ۲۶،۷۵۶ داور: کارلوس دل سرو |

| ۲۳ سپتامبر ۲۰۱۸ ۵                | بارسلونا                                                                            | ۲–۲   | خیرونا | بارسلون                                                          |
| ۲۰:۴۵ ساعت تابستانی اروپای مرکزی | نلسون سمدو '۱۲ · آرتور '۱۵ · لیونل مسی ۱۹' · کلمون لنگله '۳۵ · جرارد پیکه ۶۳' '۸۱ · | گزارش | کریستین استوانی '۱۶ ۴۵'، ۵۱' · برناردو اسپینوزا '۳۹ · Juanpe '۶۱ · پدرو آلکالا '۶۸ · پورتو (بازیکن فوتبال) '۶۹ · | ورزشگاه: ورزشگاه نیوکمپ تماشاگران: ۷۶،۰۵۵ داور: خسوس خیل مانزانو |

| ۲۶ سپتامبر ۲۰۱۸ ۶                | لگانس | ۲–۱   | بارسلونا                                                     | لگانس                                                                   |
| ۲۰:۰۰ ساعت تابستانی اروپای مرکزی | روبن پرس دل مارمل '۴۰ · اونای بوستینزا '۴۹ · نبیل الزهر ۵۲' · اسکار رودریگز آرنایز ۵۳' · آلن انیوم '۸۸ · یوسف النصیری '۲+۹۰ · | گزارش | فیلیپه کوتینیو ۱۲' · ساموئل اومتیتی '۶۰ · توماس ورمالن '۶۴ · | ورزشگاه: ورزشگاه بوتارکه تماشاگران: ۱۱،۴۰۷ داور: آلبرتو اوندیانو ماینکو |

| ۲۹ سپتامبر ۲۰۱۸ ۷                | بارسلونا                                                            | ۱–۱   | اتلتیک بیلبائو                                                                                     | بارسلون                                                             |
| ۱۶:۱۵ ساعت تابستانی اروپای مرکزی | ایوان راکیتیچ '۷۸ · منیر ۸۴' · سرخیو بوسکتس '۸۹ · لیونل مسی '۴+۹۰ · | گزارش | د مارکوس ۴۱' · یری آلوارز '۴۸ · Peru Nolaskoain '۹۰ · دانی گارسیا (بازیکن فوتبال، زاده ۱۹۹۰) '۹۰ · | ورزشگاه: ورزشگاه نیوکمپ تماشاگران: ۷۸،۰۱۵ داور: سانتیاگو جیمی لاتره |

| ۷ اکتبر ۲۰۱۸ ۸                   | والنسیا                                             | ۱–۱   | بارسلونا                                               | والنسیا                                                                    |
| ۲۰:۴۵ ساعت تابستانی اروپای مرکزی | ازکیل گارای ۲' · کارلوس سولر '۴۳ · دنیل پارخو '۵۸ · | گزارش | لیونل مسی ۲۳' · لوییس سوارز '۴۱ · فیلیپه کوتینیو '۵۸ · | ورزشگاه: ورزشگاه مستایا تماشاگران: ۴۶،۲۴۹ داور: خوزه لوئیس گونزالس گونزالس |

| ۲۰ اکتبر ۲۰۱۸ ۹                  | بارسلونا                                                                           | ۴–۲   | سویا                                                                 | بارسلون                                                              |
| ۲۰:۴۵ ساعت تابستانی اروپای مرکزی | فیلیپه کوتینیو ۲' · لیونل مسی ۱۲' · لوییس سوارز ۶۳' (پنالتی) · ایوان راکیتیچ ۸۸' · | گزارش | توماش واتسلیک '۶۲ · کلمون لنگله ۷۹' (گل‌به‌خودی) · لوئیس موریل ۱+۹۰' · | ورزشگاه: ورزشگاه نیوکمپ تماشاگران: ۸۸،۷۱۲ داور: خوان مارتینز مونوئرا |

| ۲۸ اکتبر ۲۰۱۸ ۱۰        | بارسلونا                                                                                             | ۵–۱   | رئال مادرید                                           | بارسلون                                                                  |
| ۱۶:۱۵ زمان اروپای مرکزی | فیلیپه کوتینیو ۱۱' · لوییس سوارز ۳۰' (پنالتی)، ۷۶'، ۸۳' '۷۷ · ایوان راکیتیچ '۳۸ · آرتورو ویدال ۸۷' · | گزارش | ناچو (بازیکن فوتبال) '۳۹ · مارسلو ۵۰' · گرت بیل '۵۳ · | ورزشگاه: ورزشگاه نیوکمپ تماشاگران: ۹۳،۲۶۸ داور: خوزه ماریا سانچز مارتینز |

### کوپا دل ری

#### یک شانزدهم نهایی
|  | {{{تیم۱}}} | v | {{{تیم۲}}} |  |

|  | {{{تیم۱}}} | v | {{{تیم۲}}} |  |

#### یک هشتم نهایی
|  | {{{تیم۱}}} | v | {{{تیم۲}}} |  |

|  | {{{تیم۱}}} | v | {{{تیم۲}}} |  |

#### یک چهارم نهایی
|  | {{{تیم۱}}} | v | {{{تیم۲}}} |  |

|  | {{{تیم۱}}} | v | {{{تیم۲}}} |  |

#### نیمه نهایی
|  | {{{تیم۱}}} | v | {{{تیم۲}}} |  |

|  | {{{تیم۱}}} | v | {{{تیم۲}}} |  |

#### فینال
|  | {{{تیم۱}}} | v | {{{تیم۲}}} |  |

### سوپر کاپ اسپانیا
|  | {{{تیم۱}}} | v | {{{تیم۲}}} |  |

## لباس فصل
تولید کننده : نایکی
اسپانسر لباس : راکوتن (Rakuten)
| لباس اول |  | لباس دوم |  | لباس سوم |  | سوم جایگزین |  | دروازه بان ۱ |  | دروازه بان ۲ |  | دروازه بان ۳ |